# 小行星2051
小行星2051（2051 Chang）是哈佛学院于1976年10月23日在Agassiz Station发现的一颗主带小行星。
该小行星在1978年被命名为“张”以纪念中國天文學家张钰哲。